# オレクサンドル・クズムク
オレクサンドル・イヴァノヴィチ・クズムク（ウクライナ語: Олекса́ндр Іва́нович Кузьму́к、英語: Oleksandr Ivanovych Kuzmuk、1954年4月17日 - ）は、ウクライナの軍人、政治家。第4・7代国防大臣。

## 経歴
フルンゼ軍事大学卒。
1995年から翌年までウクライナ国家親衛隊司令官を努めた。
1996年7月11日から2001年10月24日まで第4代国防大臣を務め、この間上級大将に昇進。2004年9月24日から2005年2月3日まで第7代国防大臣を務めた。
2007年5月25日 、ウクライナ副首相に任命された。2007年12月18日、同職を解任された。
2019年、ウクライナ軍を退役。
2022年2月以降、ウクライナ領土防衛隊に参加している。